# Kolopterna kohatensis
Kolopterna kohatensis är en stekelart som beskrevs av Graham 1987. Kolopterna kohatensis ingår i släktet Kolopterna och familjen finglanssteklar. Inga underarter finns listade i Catalogue of Life.